# Julius-Leber-Schule Lübeck
Die Julius-Leber-Schule (JLS) ist eine Lübecker Schule im Stadtteil St. Lorenz Nord. In dem denkmalgeschützten Gebäude am Marquardplatz ist heute eine Gemeinschaftsschule mit integriertem DaZ-Zentrum angesiedelt. Die Schule ist seit dem Schuljahr 2019/2020 eine der ersten Schulen Schleswig-Holsteins, die Teil des Perspektivschulprogramms des Landes sind.

## Aktuelles
Die Julius-Leber-Schule ist eine Gemeinschaftsschule. Im Schuljahr 2023/2024 wurden 16 Klassen unterrichtet.  Sie wurden von etwa 30 Lehrkräften unterrichtet. Die Schule ist eine offene Ganztagsschule. Eine Nachmittagsbetreuung wird für die Klassen 5 und 6 angeboten und von den Johannitern organisiert.
Im September 2023 sollte und wollte die Schule sich in Schule am Marquadtplatz umbenennen. Daraufhin geriet die Schule in die Kritik. Nach einem Bürgerschaftsbeschluss behielt die Schule ihren bisherigen Namen.

## Geschichte
Als das Bevölkerungswachstum die II. Knaben-Mittelschule erforderte, errichtete man sie 1886 im Domkirchhof und bestimmte Bödeker zu deren Leiter. Im Juli 1886 erwählte die Oberschulbehörde ihn zum Hauptlehrer. 1904 siedelte er mit einem großen Teil seiner Schüler in das neue Gebäude in der Vorstadt St. Lorenz über.
Das Gebäude am Marquardplatz wurde ab 1903 errichtet und 1904 als St.Lorenz-Knaben-Mittelschule eröffnet. Kurz darauf wurde 1908/1909 auch das Gebäude in der Brockesstraße, die spätere Brockes-Schule (nach dem Lübecker Bürgermeister Heinrich Brockes I.), als Doppelschulgebäude für jeweils Mädchen und Knaben errichtet. Im Jahre 1934 wurde die Schule am Marquardplatz dann nach dem vor allem im Ostseeraum bekannten Künstler Bernt Notke in Bernt-Notke-Realschule umbenannt.
1991 wurde die Brockes-Schule um eine eigene Turnhalle ergänzt. Im Zuge der Schulreform in Schleswig-Holstein wurden die ehemalige Realschule mit der ehemaligen Grund- und Hauptschule zur neuen Grund- und Gemeinschaftsschule fusioniert. Schulleiter wurde der bisherige Schulleiter der Brockes-Schule Manfred Nommensen. Die Schule hatte vorübergehend den Namen Grund- und Gemeinschaftsschule St. Lorenz Nord, bevor die gemeinsame Schulkonferenz sich auf den neuen Namen Julius-Leber-Schule einigte in Gedenken an den Lübecker Widerstandskämpfer Julius Leber.
Die Schule wurde im Jahr 2019 eine der ersten Perspektivschulen im Land Schleswig-Holstein. Im Rahmen dieses Programms werden der Schule Fördermittel im Wert von fast 1,5 Mio. Euro in einem Zeitraum von 5 Jahren zur Verfügung gestellt.
Zu Beginn des Schuljahres 2023/24 wurden die Grund- und die Gemeinschaftsschule wieder in organisatorisch eigenständige Schulen getrennt.

## Gebäude
Das Gebäude ist durch die Denkmalpflege der Hansestadt Lübeck unter Denkmalschutz gestellt. Bei der 2024 abgeschlossenen kompletten Sanierung wurden daher neben pädagogischen Aspekten ebenfalls denkmalpflegerische Aspekte berücksichtigt. Insgesamt wurden für die Sanierung 12,1 Millionen Euro aufgewendet.
Als weitere regelmäßige Lernorte dienen die fußläufig zu erreichende Hansehalle, der Sportplatz des SC Rapid Lübeck, sowie die Schwimmhalle in der Ziegelstraße.

## Pädagogische Arbeit
An der Schule werden zwei Fremdsprachen angeboten. Ab der 5. Klasse ist Englisch die erste Fremdsprache. Sie ist für alle Schüler verpflichtend. In der siebten Klasse kann im Rahmen des Wahlpflichtunterrichts Französisch als zweite Fremdsprache gewählt werden.
Ein weiterer Schwerpunkt ist die Berufsorientierung. Neben den obligatorischen Praktika gibt es eine Reihe weiterer Veranstaltungen sowie zahlreiche Verknüpfungen mit der örtlichen Wirtschaft. Diese Bemühungen mündeten in der Verleihung des Berufswahlsiegels des Landes Schleswig-Holstein.

## Bekannte Schüler
Der wohl bekannteste Schüler in der Geschichte der Julius-Leber-Schule und deren Vorgängerinstitutionen war Herbert Frahm, heute jedoch unter seinem erstmals bei einem Treffen in Dresden als Pseudonym getragenen Namen Willy Brandt bekannt. Er ging bis zu seinem Wechsel an die v. Großheim’schen Realschule auf die St. Lorenz-Knaben-Mittelschule. Interessanterweise war er während der 1920er und 1930er Jahren mit dem späteren Namenspaten Julius Leber bekannt.

## Auszeichnungen & Partner
Die Julius-Leber-Schule ist offizielle Partnerschule der Michael-Haukohl-Stiftung und hat eine Kooperationsvereinbarung mit der Emil-Possehl-Stiftung-Schule.
Des Weiteren wurde die Schule mit dem Berufswahlsiegel des Landes Schleswig-Holstein, der Auszeichnung Schule ohne Rassismus – Schule mit Courage sowie der Auszeichnung „Gesunderhaltende Schule“ ausgezeichnet.